# Alien Breed 3: Descent
Alien Breed 3: Descent ist ein Action-Computerspiel von Team17. Das Spiel erschien am 17. November 2010 für Microsoft Windows, Xbox 360 und PlayStation 3.

## Handlung
Conrad setzt seine Reise durch den Leopold fort und kämpft bald gegen die kleine KI-Roboter, die MIAs Körper bewohnt. Nachdem er die Roboter besiegt hat, erlangt aber sie Bewusstsein wieder. Nachdem das verlassene Schiff mehrere Stunden lang auf den gefrorenen Planeten darunter gefallen ist, stürzt es schließlich ab und das Schiff beginnt zu überfluten. Conrad trifft dann auf eine außerirdische Königin, die von Klein erschaffen wurde. Klein gibt an, dass er ungefähr hundert Jahre gebraucht hat, um eine kontrollierbare Königin zu erschaffen und sagt Conrad auch, dass er sich in das KI-System von Leopold kopiert hat, um Unsterblichkeit zu erreichen. Klein plant mit dem Leopold zu gehen und Conrad zurückzulassen, aber Conrad kann die Königin besiegen. Danach kann er Klein besiegen.

## Spielprinzip
Das Spiel ist ein Shooter, der an Bord eines futuristischen Raumschiffs spielt. In jedem Level erhält die Hauptfigur Conrad eine Reihe von Aufgaben, wie z. B. das Sammeln von Schlüsselkarten, die Wiederherstellung der Stromversorgung verschiedener Systeme. Im Spiel gibt es eine Vielzahl von Außerirdischen, die ihn angreifen. Er kann auch zusätzliche Munition, Gegenstände und Upgrades von Geschäften kaufen, die sich an Computerterminals befinden, die auch als Speicherpunkte fungieren. Datenpads sind über das Spiel verteilt. Sie erhalten Informationen über die verschiedenen Aliens und Hintergrundgeschichten für die Charaktere des Spiels.

## Rezeption
Alien Breed 3: Descent erhielt gemischte Kritiken von Kritikern. Auf Metacritic hält das Spiel für PC und PlayStation 3 eine aggregierte Wertung von 64 aus 100 Punkten und die Version für Xbox 360 hält 68 von 100 Punkten.